# 洞井街道
洞井街道，是中华人民共和国湖南省长沙市雨花区下辖的一个乡镇级行政单位。

## 行政区划
洞井街道下辖以下地区：
牛头社区筹委会、高升社区、洞井社区筹委会、天华社区筹委会、鄱阳社区筹委会、和平社区筹委会、桃花社区筹委会、板塘社区筹委会、新裕社区、新城社区、商贸城社区、丰园社区和湘天社区。